# Angela Saini
Angela Saini (Londres, 1980) es una periodista científica británica, autora de varios libros, el último de ellos, Superior: The Return of Race Science, se publicó en 2019. Ha trabajado para Science, Wired, The Guardian, The New Humanist y New Scientist  y como presentadora de programas de la BBC.

## Formación
Tiene un master en Ingeniería por la Universidad de Oxford y otro en Ciencia y Seguridad por el Department of War Studies del King's College de Londres.

## Trayectoria
Saini trabajó como reportera en la BBC hasta 2008 que dejó la corporación para convertirse  en escritora independiente. En 2008, Saini ganó el premio europeo de información televisiva, Prix CIRCOM, por su investigación sobre las falsas universidades, especialmente la Isles International University. En 2009 fue nombrada European Young Science Writer of the Year.
En 2011 publica su primer libro, Geek Nation: How Indian Science is Taking Over the World.
Saini obtuvo el premio de la Asociación de Escritores Científicos Británicos otorgado a la mejor noticia de 2012. Fue miembro de Knight Science Journalism Fellow en el Massachusetts Institute of Technology entre 2012 y 2013. En 2015 ganó el premio de oro de la Asociación Estadounidense para el Avance de la Ciencia.

Su segundo libro Inferior: How Science Got Women Wrong and the New Research That's  Rewriting the Story, en el que analiza el efecto del sexismo en la investigación científica, se publicó en 2017. Este libro ganó el Physics World Book of the Year, 2017, otorgado por la revista del Instituto de Física. Saini declaró a Physics World que su objetivo era hacer frente a la información contradictoria sobre los estudios de género que aparece en los medios de comunicación y en las revistas académicas. 
"En realidad solo quería llegar al meollo del  enigma... ¿qué dice la ciencia sobre los hombres y las mujeres y cuál es el verdadero alcance de las diferencias de sexo entre nosotros?"
En agosto de 2017, un memorando interno escrito por un empleado de Google sobre las políticas de diversidad de la empresa,"Google (cámara de eco ideológico)", consiguió la atención del público. Saini criticó el escrito, calificándolo "[no sólo]  de pereza intelectual; [sino también]  de prejuicio disfrazado como hecho".
Su tercer libro, Superior: The Return of Race Science, se publicó en mayo de 2019 y fue nominado como uno de los 10 mejores libros del año por la revista científica Nature. “Las personas quieren creer que pertenecen a un grupo especial. La superioridad de grupo realmente les atrae”, manifestó Saini. Además, "muy a menudo no se trata de personas extraordinarias por derecho propio, y necesitan creer algo sobre sí mismas que las haga sentirse mejor de lo que realmente son".

### Presencia en televisión
- Saini apareció en la serie Christmas University Challenge 2018/19 representando al King's College de Londres, junto a Anita Anand, Zoe Laughlin y Anne Dudley.[17]
- Saini presentó el documental de BBC Four Eugenics: Science's Greatest Scandal, con el activista de derechos de las personas con discapacidad y actor Adam Pearson.[18]

## Libros
- Geek Nation: How Indian Science is Taking Over the World (2011). Hodder & Stoughton,  ISBN 978-1444710168.
- Inferior: How Science Got Women Wrong and the New Research That's Rewriting the Story  (2017). HarperCollins, ISBN 978-0008172039.
- Superior: The Return of Race Science, (2019). Publicado en España, en Círculo de Tiza, con el título El retorno del racismo científico, ISBN 978-84-122267-4-4.